# Agama paragama
Espèce
Agama paragama est une espèce de sauriens de la famille des Agamidae.

## Répartition
Cette espèce se rencontre au Mali, au Ghana, au Burkina Faso, au Bénin, au Nigeria, au Cameroun et en Centrafrique.
Sa présence est incertaine au Gabon.

## Publication originale
- Grandison, 1968 : Nigerian lizards of the genus Agama (Sauria: Agamidae). Bulletin of the British Museum (Natural History), Zoology, vol. 17, p. 65-90 (texte intégral).